# Splinter Crag
Der Splinter Crag (englisch für Splitterfelsen) ist eine 80 m hohe und keilförmige Felsformation im Norden von Vindication Island im Archipel der Südlichen Sandwichinseln. An der West- und Nordflanke besteht sie aus steilen Kliffs, während sie nach Süden seicht abfällt.
Das UK Antarctic Place-Names Committee verlieh der Formation 1971 ihren deskriptiven Namen.